# Burtrum
Burtrum – miasto w Stanach Zjednoczonych, w stanie Minnesota, w hrabstwie Todd.